# Martin Bouquet
Pour les articles homonymes, voir Bouquet.
Martin Bouquet, plus connu sous le nom de Dom Bouquet, est un religieux  et un érudit français, né en 1685 à Amiens et mort en 1754 à Paris.

## Biographie
Moine bénédictin à l'abbaye de Saint-Maur, il est bibliothécaire de l'Abbaye de Saint-Germain-des-Prés. 
Il fait paraître les huit premiers volumes de la grande collection intitulée Rerum gallicarum et francicarum scriptores, 1738 et les années suivantes, dont la suite est publiée par Maur Dantine, Haudiguier, dom Brial, et qui est continuée au XIXe siècle par l'Académie des inscriptions.
Il prend part aux travaux de Bernard de Montfaucon, et s'est formé avec lui.
Une rue d'Amiens porte son nom.

## Publications
Voir aussi une liste de ses publications sur Gallica
Recueil des historiens des Gaules et de la France
- [Bouquet 1744] (fr + la) Recueil des historiens des Gaules et de la France, t. 5 (règnes de Pépin et Charlemagne, de l'an 1252 jusqu'à l'an 1314), Paris, Libraires associés, 1744, 851 p., sur gallica (lire en ligne).

Nouvelles éditions, publiées sous la direction de Léopold Delisle
- tome 1, 1869
- tome 2, 1869
- tome 3, 1869
- tome 4, 1869
- tome 5, 1869
- [Bouquet & Delisle 1870] Martin Bouquet et Léopold Delisle, Recueil des historiens des Gaules et de la France, t. 6, Paris, éd. Victor Palmé, 1870, 756 p., sur gallica (lire en ligne).
- tome 7, 1870
- tome 8, 1871
- tome 9, 1874
- tome 13, 1869
- tome 15, 1808, écrit par Michel-Jean-Joseph Brial